# 二茂铍
二茂铍是一种金属有机化合物，化学式为Be(C5H5)2，它最初在1959年被制得。

## 制备
二茂铍可由氯化铍和环戊二烯基钠在苯或乙醚中反应制得：
{\displaystyle \mathrm {BeCl_{2}+\ 2\ Na(C_{5}H_{5})\ {\xrightarrow[{}]{Et_{2}O}}Be(C_{5}H_{5})_{2}+2\ NaCl} }

## 性质
二茂铍在水中剧烈反应，生成氢氧化铍和环戊二烯。有文献报道它理论上可以和铍发生放热反应，生成C5H5BeBeC5H5。